# Seva
Seva és un municipi de la comarca d'Osona al sud de la regió de l'Alt Ter que es troba a una altitud mitjana de 630 metres a la zona poblada. El 2024 tenia 3.759 habitants, amb un lleuger augment des de 2016, quan n'eren 3.446. Té una extensió de 31 km² i està situat al sud-est de la comarca d'Osona i a la falda nord-oest del Montseny.
El poble de Seva està documentat des de l'any 904 i es conserven alguns elements antics als seus edificis i restes històriques dins del nucli urbà.

## Aspectes geogràfics
- Llista de topònims de Seva (muntanyes, serres, collades, indrets, rius, fonts, cases, masies, esglésies, etc).

### Situació i límits del terme
Seva encara conserva un equilibri entre la natura i l'acció de l'home. La població que hi ha fa que no s'hagi degradat ni el seu nucli ni els seus entorns.
El territori s'estén des de l'eix central de la plana de Vic, format per l'autovia de la C-17 de Barcelona a Puigcerdà fins a Viladrau (l'inici de la província de Girona) i fins al turó de Matagalls Xic.
El terme, després de l'annexió del poble de Sant Miquel de Balenyà, té 31 km². El sector central, d'uns 25 km², està format pel terme parroquial de Seva. Aquest sector té una forma allargada d'uns 8 km de llarg per 3 km d'amplada. Al centre hi ha la població de Seva o capital del municipi, situada a 663 m d'altitud. Delimita amb el municipi de Taradell, per la part del nord; amb Viladrau, per l'est; amb el Brull, per la part del sud, i amb Tona, per l'oest.

### Hidrologia
El terme no compta amb grans rius o rierols. La divisòria d'aigües entre les conques del Ter i del Besós es troba a un extrem del terme de Seva. El poble desaigua pel Gurri al Ter. El Gurri es forma al llevant del terme per l'aiguabarreig de diferents rierols.
Recullen aigües de Terrassola (barriada del Muntanyà) i les del vessant nord del Matagalls Xic a través de diferents torrents, on s'ha construït un modern embassament per retenir aigües per a un ús domèstic i d'emergències per al municipi

### Vegetació
Té la vegetació característica del Montseny. Tot i que varia per l'altitud, destaquen arbres com ara l'alzina, el pi i el roure.
Originàriament, hi predominava el roure martinenc, que amb el temps va ser suplantat per altres espècies com ara el pi (que el podem trobar a les nostres latituds) des de fa uns dos mil anys. Els roures han rebrotat a tot arreu i els petits matolls s'han convertit en un bosc de roures que progressa lentament.

### Clima

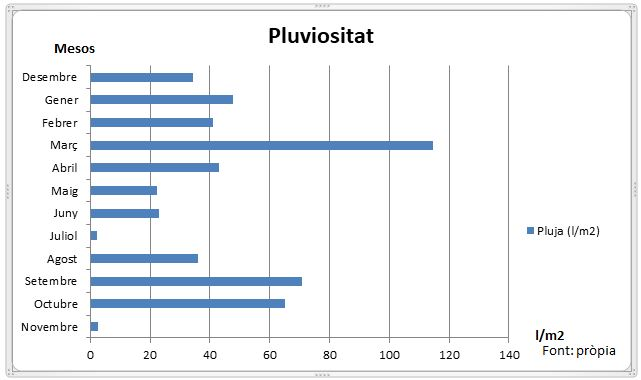
Gràfic de la pluviositat de Seva en els últims mesos

El clima és més temperat que el del centre de la Plana de Vic; tanmateix, és un clima mediterrani de muntanya mitjana amb influència marítima. Això fa que les temperatures mitjanes oscil·lin entre els 10º i els 14º, tot i que en, ple hivern poden arribar a passar els -10º i a l'estiu superar els 30º.
Les precipitacions van entre els 700 i 900 mm; la primavera i la tardor són les estacions de major pluviositat. A l'estiu és l'etapa més irregular, ja que la mitjana de les precipitacions va dels 150 als 250 mm.

### Paisatge
El municipi s'integra plenament en la configuració geològica de l'època eocènica que caracteritza la comarca d'Osona. Això és totalment vàlid per als sectors nord i ponentí del terme, mentre que a l'est sud-est hi ha formacions del paleozoic que és característic del Montseny. Aquest fet fa que el sector ponentí sigui dels terrenys més tous de fons de llac, les quals més endavant es convertiran en zones sorrenques de color rogenc.
Pertany a la zona d'erosió de la Plana de Vic, situada a l'extrem de la Depressió Central Catalana, però per un extrem, en estar emparada pel Montseny, s'escapa de la zona climàtica que caracteritza la Plana. D'altra banda a la zona del Congost, és més oberta a la marinada. La població es troba justament a l'indret on es produeix el canvi morfològic i de vegetació més notable.
Del poble cap avall abunden les masies, i els camps de conreu, mentre que cap a llevant, sobretot per la zona de Terrassola, la població és molt més escassa i els terrenys no són gaire bons per al conreu.

## Nuclis de població i altres indrets del terme

### Sant Miquel de Balenyà
Sant Miquel de Balenyà, una entitat municipal descentralitzada (EMD) és a una altitud mitjana de 585 metres. Tenia 1.264 habitants l'1 de gener del 2014. La seva història està documentada des de l'any 972; però aleshores tenia el nom de l'Aguilar.

### Les urbanitzacions

#### Can Garriga
La urbanització de Can Garriga és la tercera urbanització més gran però la segona en empadronats, actualment hi resideixen 261 persones, tot i que hi ha molta gent que hi té una segona residència. Compta amb un local social. Dins de la urbanització hi ha el Mas Garriga o Can Garriga que són les que donen nom a la urbanització.

#### El Muntanyà
El Muntanyà és la urbanització més gran de Seva en extensió. Compta amb 210 persones empadronades, però molta gent també la té com a segona residència. El nom del Muntanyà prové d'una antiga masia documentada al 1041. Aquesta urbanització compta amb un local social i instal·lacions hoteleres i esportives. El 1991 s'hi va instal·lar el Club Hípic amb motiu dels Jocs Olímpics de Barcelona del 1992. Va ser la seu olímpica d'hípica on es van fer les competicions de doma clàssica i de pentatló.

#### El Pinós
El Pinós és la segona urbanització més gran de Seva i la primera quant a persones empadronades, unes tres-centes. L'històric hostal del Pinós, a tocar de la carretera de la C-17, li va donar el nom.

#### Perafita
La urbanització de Perafita és la segona més petita amb només cinc empadronats el 2014. El nom de la urbanització prové del menhir de Perafita que és davant de la petita capella de Perafita. El menhir data d'uns 2200 anys abans de Crist.

#### Serrabardina
Serrabardina és la urbanització més petita del municipi, tot i que té 85 empadronats, amb molta gent fent-la servir de segona residència. El nom prové del mas de Serrabardina documentada al 1689. Aquesta barri limita amb el Brull.

### Les masies

#### El mas Figueroles
El mas Figueroles és un del que conserva millor l'antiga construcció, documentat des de 1201, però certament més antic. Està situat entre boscos i conreus a poc més d'un kilòmetre del poble de Seva. L'origen del mas, com la resta de masos és desconegut, només es pot assegurar que existia al 1201. La torre quadrada data del segle xi.
El fet que el Mas de Figueroles estigui molt sovint habitada, fa que el seu ornament interior i mobiliari no desdigui en res la seva noble presència

#### El mas Sors

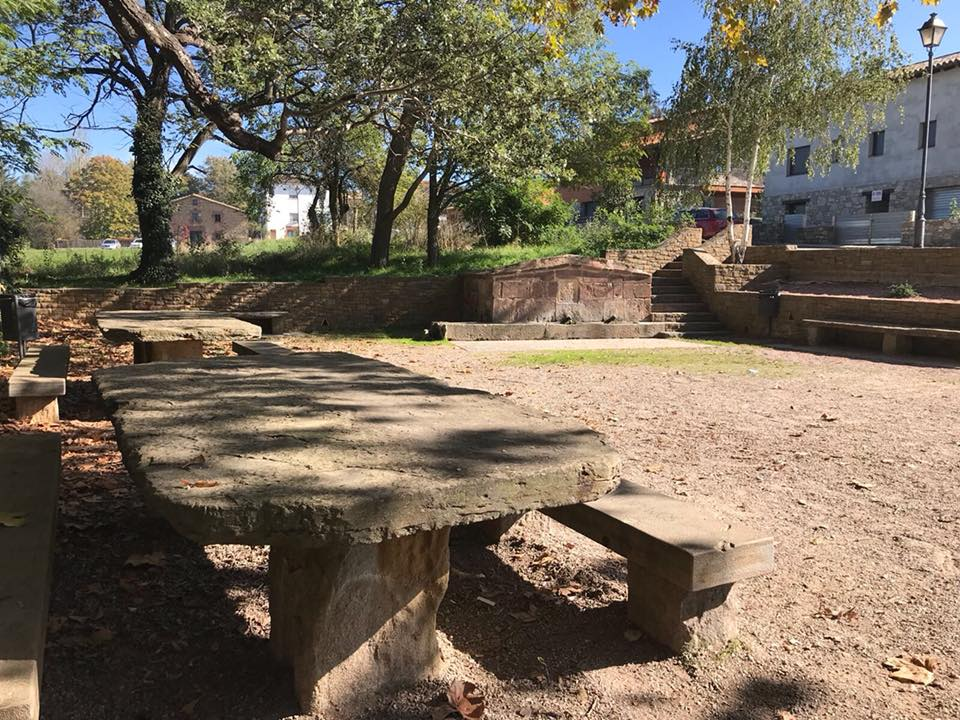
La font del Sorts

Actualment el Sors és un gran casal residencial envoltat per un gran jardí i que es troba a la part nord de la població, gairebé unit al nucli.
Es va transformar el mas en un casal residencial entre els anys 1878 i el 1879 tot i que ja havia patit moltes reformes. El Sors té un nucli central del segle xiii com ho revela el seu aparell constructiu i un finestral partit per una columneta del mateix segle. Al segle xvi va patir una ampliació amb un altre finestral gòtic d'arc conopial encara existent. Totes les reformes fan que sigui difícil de destriar els elements originals dels afegits.
El mas donava un cert to a la vida grisa de la població de Seva del segle passat i gràcies a la família del Sors, el 31 d'agost del 1900 va conèixer el primer automòbil i altres avenços.

#### El Prat de Seva

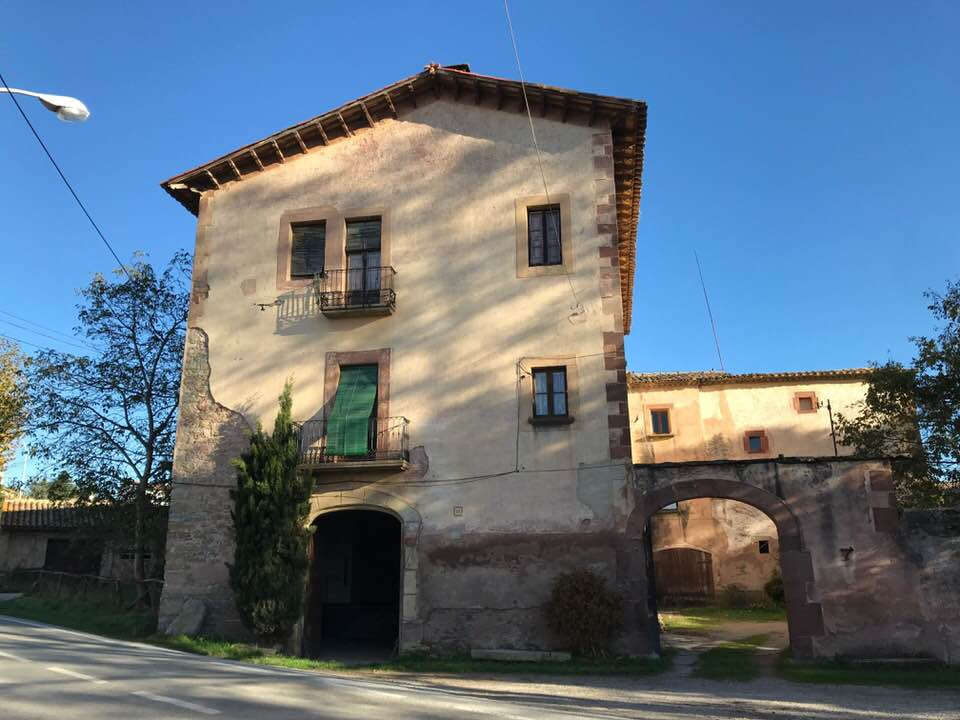
El Mas Prat de Seva

El Prat està a l'entrada de la població venint de ponent, frega la carretera de l'Estació de Balenyà a Viladrau i avui en dia està integrat a la població.
Els inici del mas s'hi va afegir una torre de defensa i més tard un cos amb galeries. El mas té dos cossos, on la part més antiga té la planta rectangular amb un bonic portal de l'any 1646. Al segon pis i les golfes hi ha finestres situades a diferents nivells, amb diferents mides i que no segueixen una disposició lògica.
La família Prat sempre va ser molt vinculada al poble de Seva i li devem la creació del carrer de Bonaire, a l'inici de l'actual carretera del Brull.

#### El Riquer
El mas Riquer, avui és avui una casa residencial i que és al costat de la carretera de l'Estació de Balenyà. La documentació mes vella d'aquest mas fa esment l'any 1296 i 1348.
El mas és un edifici que mira a migdia, amb teulades als dos vessants laterals i amb un portal molt bonic adovellat. A la planta baixa i té unes finestres de llinda plana, una a cada banda del portal i al tercer pis hi ha tres finestres amb arcs conopials formant eixos amb el portal. Aquesta part és la més antiga, edificada al segle xvi. L'altre edifici construït a la part esquerre, és un cos rectangular de bona pedra i angles ben cuidats. A la part posterior del mas hi destaca una caseta espirejada d'obra molt moderna.

#### El mas Cendra
Entre la carretera de l'Estació de Balenyà i Viladrau hi ha un petit puig on hi ha el mas Cendra. És una masia amb un teulat a dos vessants que aboquen l'aigua a les façanes laterals. La importància històrica del mas es veu en el seu volum, compost per una planta, un segon pis i unes golfes. Està remarcat per finestres envoltades d'unes àmplies llindes de pedres. Es mostra com una obra feta al segle xvii.
La família Cendra va desintegrar-se a partir de l'any 1939, degut a la repressió franquista durant la dictadura quan es van exiliar del país. Des d'aquell moment el mas va ser ocupat per diferents masovers i les terres van ser venudes. Actualment, la finca l'ha adquirit l'advocat Eugeni Gay i la seva família que l'han restaurat i l'han convertit en habitatge.

#### El mas Montmany
El mas Montmany és el més apartat de tots. Es va construir sobre un pendent sobre un vell torrent a prop de la font de Montmany, envoltada de densa vegetació.
A la darreria del segle xix el mas va ser venut a la família d'Antoni Portet, ja instal·lada a Seva feia uns quants anys, la qual va començar a reformar-lo totalment, amb la construcció d'un doble pis i un porxo a la part baixa. La transformació en casa residencia va ser total, el color vermell li dona un caràcter exòtic dins dels masos de Seva. Actualment la casa és un espai habilitat per celebracions, amb l'essència austera inicial però còmode alhora, juntament amb els espais a l'aire lliure.

#### El mas Quadrada
El mas Quadrada està situat al sud-est del poble, ara incomprensiblement amb ruïna, dins d'un gran solar envoltat de carrers urbanitzats i de cases residencials. Té la major part del teulat caigut i se l'han espoliat de vells finestrals i altres coses que el caracteritzaven. Fins a mitjan segle xiv es deia Mas Barcelona, però a partir del final del mateix segle es va passar a anomenar el Mas Quadrada per haver passat a un altre propietari amb aquest cognom.

#### El mas Serrabardina
El mas Serrabardina és un dels masos tradicionals del terme. S'hi pot accedir per la carretera de Seva al Brull per un caminet que surt al mig d'un revolt, enfront de la font de la Serra. L'indret del mas es manté tranquil tot i que un part de la finca s'ha urbanitzat i omplert de cases residencials.
El cos del mas és rectangular i amb dos pisos, amb un teulat a dues vertents laterals. A la porta principal hi ha un escut amb una serra i a sota una data, on s'hi pot llegir 1688. Totes les finestres estan emmarcades i a la façana oposada hi ha un portal de llinda plana amb la data de 1770. La família propietària hi viu tot i que s'ha perdut l'antiga documentació familiar i això fa difícil escriure la història.

## Síntesi històrica
La documentació fa esment del territori de Seva per primera vegada l'any 904. A partir d'aquest moment comencem a conèixer que estava molt ben delimitat dins la comarca d'Osona. Tot això ens dona mil cents anys d'història coneguda, però molts mil·lennis abans en els quals ens consta que aquests entorns eren habitats, però dels que no en sabem gaire.

### Prehistòria
Les troballes fetes i estudiades als vessants de la vall de Sau, ens diuen que la comarca d'Osona ja estava habitada des del Paleolític superior i el mesolític, per tant d'uns 15.000 o 20.000 anys abans de Crist.
Per Seva i l'inici del Congost, els vestigis arqueològics coneguts són les tombes i dòlmens del sector de Can Brull o el Pla del Boix de la parròquia del Brull. Cal datar aquests jaciments als quals s'hi pot incloure el menhir de Perafita davant la capella de Santa Madrona en el terme civil de Seva. També dins de l'antic terme històric sevedà, ara del municipi del Brull hi podem trobar la gran muralla del Montgròs, excavada i estudiada. Una part en va ser restaurada. Té una etapa inicial a l'època del bronze, o sigui d'uns mil anys abans de Crist.

### Història antiga
El poblat de Seva va destruït durant la segona Guerra Púnica, que va ser la més important de les tres guerres púniques perquè l'Imperi Romà aconsegueix tot el control del pobles de la Mediterrània. Després d'aquesta conquesta, el poblat Ibèric del Brull va quedar totalment abandonat i no va ser fins a la plena edat mitjana que es va recuperar. Per aquella mateixa zona s'hi va construir una via romana que lligava la comarca d'Osona amb les resta de comarques i terres més romanitzades.

### Història medieval
A final del segle x els vescomtes d'Osona van construir un castell a la zona de l'actual terme del Brull. Va ser en aquell moment que aquella zona va passar a denominar-se terme del Castell del Brull. Era propietat dels vescomtes d'Osona també englobava tot el territori Sevedano (de selvàtic), en que en aquells moment estava format només per la Parròquia de Santa Maria, el Brull i altres vil·les i cases dels voltants.
Va ser llavors que el nom de Seva va començar a fer referència a la parròquia de Santa Maria, anomenada així perquè es trobava a prop d'una de les úniques vil·les de la zona, anomenada: vil·la Seva. El bisbe d'Osona va fer acabar la construcció d'aquesta gran església als camperols de les finques que formaven les parròquies de molts altres pobles d'Osona. Seva va formar durant l'època medieval i fins a principi del segle xiv una unitat històrica amb el terme del Brull sota la denominació de terme del castell del Brull, i més tard de la baronia de Seva i Brull.
El bisbat de Vic pretenia reorganitzar d'una estructura molt dèbil l'església de Santa Maria de 
Seva, però donada que la seva modificació ho feia molt difícil, al 1048 se’n va construir una de 
nova, molt més rígida i amb un material molt més segur que garantís que no s'enderrocaria.
Des de llavors fins avui, ha patit diverses transformacions, però han sigut petites i que l'han 
portat a ser un dels elements més reconeguts del poble.

### Història moderna
El poble de Seva fou, entre els segles xiii i xiv una sagrera fortificada, voltada de murs i amb portals, que tingué un paper molt destacat en les bandositats del principi del segle xv i, més tard, en la guerra contra Joan II, conclosa en la capitulació de Vic del 8 de juliol de 1472.
Més endavant, cap al segle xvii es va començar a veure la necessitat de l'extensió del nucli 
antic de la població, és a dir de la sagrera. A inicis del mateix segle es va portar a terme una 
gran expansió del poble, resultat dels actuals barris de Pedret i de Bonaire i més tard, pels volts 
dels segles xviii i xix, pels barris del Serradal i de la Serreta.

### Història contemporània

#### La guerra del Francès
Espanya al segle xviii, era una monarquia absoluta governada per Carles IV d'Espanya de Borbó, fill de Carles III d'Espanya. Al 1789, Carles IV va veure’s obligat a abolir les reformes aplicades a Espanya i retornar a una situació de monarquia absoluta totalitària.
Catalunya es trobava ocupada per els francesos i el poble va reaccionar contra ells a diferents zones del país. La primera ocupació de Seva va tenir lloc el dia 18 d'abril de 1809. Dos dies abans d'aquesta data un cos de l'exèrcit francès va derrotar, al Congost, un cos de l'exèrcit de Ferran VII i així els francesos es van estendre per tota la Plana de Vic. El fet més violent sobre el poble de Seva va consistir en un assalt dels francesos en el qual, amb l'excusa de perseguir tots els revoltants, van robar i assassinar aquells pobres que van poder. Aquest fet va comportar un nombre molt alt de víctimes per la zona de la nostra comarca. Després d'aquest tràgic fet, cap altre persecució ni revolta va afectar tant interiorment a Seva.

#### Primera i segona guerra carlina
Les Guerres Carlines van ser un conjunt de tres guerres civils que es van donar a Espanya del 1833 al 1876.
La primera guerra carlina va començar al cap de pocs dies de la mort de Ferran VII d'Espanya a mitjans d'octubre del 1833 i s'allargà fins a finals d'agost de 1839. Aquesta guerra no va afectar gaire el poble de Seva. Simplement, va contribuir-hi per a fer donacions d'aliments, bagatges o cedir diversos soldats voluntaris que hi anaren a reforçar, però no va patir cap fet bèl·lic.
Cap a l'abril de 1871 començaren a Seva un seguit de provocacions entre el jovent del poble 
que tenien ideologies liberals i d'esquerra i la gent d'ordre carlí i sometent. Els joves del poble, el dia 21 de maig, van plantar «l'arbre de la llibertat». L'endemà, fou arrencat per els carlins i així successivament fins a tres vegades. Aquest fet, encara va dividir més la població i l'alcalde Josep Tarrés fou destituït i nombraren a Salvador Fàbregas com a alcalde per evitar un buit de poder mentre no se celebraven unes noves eleccions.
Les eleccions havien de tenir lloc el dia 6 de desembre de 1871. Entre la població durant 
l'època de les eleccions, hi va haver una gran tensió que va haver de ser controlada per homes 
de fora del poble que actuessin com a servei d'ordre. Les eleccions van durar tres dies, del 6 al 
8 de desembre. Van votar tots els homes per damunt de 25 anys ja fossin rics o pobres. Finalment el dia 1 de febrer es va constituir definitivament l'ajuntament format per l'alcalde 
Miquel Cendra, i per diversos regidors i consellers: Francesc Falgueres, Pere Bou, Joan Vilarrasa, Joan Vila, Josep Roma i Bernat Font. En conclusió, la segona guerra carlista va afectar molt més a la política local de cada poble, i en particular, de Seva.

#### El Sexenni i la tercera guerra carlina
El 18 d'octubre de 1868, poc després de ser destronada Isabel II i de l'arribada al poder dels 
liberals progressistes, va arribar l'ordre a Seva, l'elecció d'un ajuntament per sufragi universal (només podien votar tots els homes de més de 25 anys). Aquesta, va ser la primera vegada que a Seva es va votar per sufragi universal, ja que fins llavors els homes pobres n'havien estat exclosos. Finalment, al desembre d'aquest mateix any va sortir com a alcalde Josep Tarrés, qui va ser el primer alcalde de Seva elegit democràticament.
La tercera guerra Carlina va ser la que va afectar més i de la qual se n'ha conservat més informació. Va tenir lloc des de principis de desembre de 1872 fins al 1876.
A Seva i als seus voltants hi acampaven sovint partides carlistes. El fet més destacat i problemàtic d'aquesta guerra per a la comarca d'Osona tingué lloc el dijous 9 de gener de 1874, quan els carlins van iniciar un atac en el que s'aproparen a la ciutat de Vic. Durant la nit d'aquest mateix dia hi hagué moltes lluites intenses pels carrers de la ciutat que van acabar amb la rendició de la ciutat de Vic l'endemà mateix. Aquest assalt va constar de 55 a 60 morts i amb la presa de la ciutat. Mentrestant, el fet més destacat que va afectar Seva va ser el dia 23 d'agost de 1875. Les forces liberals van fer un petit bombardeig sobre el poble amb ocupació carlista. En aquest moment, els carlins van ser cridats per a organitzar-se i aturar aquest atac. Aquests es van fortificar sobretot a la zona dels serrats de Mont-rodon i del Pla de Terrades. Es van llençar unes 25 granades, de les quals només una llençada al Pla de Terrades va matar a un membre carlí.
Aquest és el fet que recorda la famosa Creu del Carlí del Pla de Terrades, inaugurada el 26 de març de 1911 en commemoració als carlins que van perdre la vida durant aquestes batalles.

#### Segona República i la Guerra Civil
Després d'uns anys de malestar social i revoltes causades per la dictadura de Primo de Rivera que va durar del 1923 al 1930, l'ambient i la societat es trobaven molt convulsos. Això va portar al triomf de les esquerres i a l'establiment el 14 d'abril de 1931 d'un república al país. Amb la implantació d'aquesta, que era la Segona República Espanyola, es va redactar una nova Constitució i es va configurar un nou president com a cap d'estat.
A Seva, poc després de la proclamació de la república, es va haver d'eliminar l'antic ajuntament i crear-ne un de nou a càrrec de Josep Crivillé. Uns anys després, al 1934, en plena república espanyola, va tornar a haver-hi un canvi sobtat a l'ajuntament essent elegit alcalde Josep Soler i Falgueres. Per aquest mateix temps, es va arreglar l'escola de nenes, el clavegueram del poble i es van fer millores al Carrer de l'Estació (que actualment es troba al terme de Sant Miquel de Balenyà).
Va ser a partir del mes de juny que les accions de la Guerra Civil van començar a afectar sobre el poble. El dia 21 d'aquest mateix mes, es va destituir Josep Soler (alcalde de dretes) i es va crear un nou ajuntament en el qual es va nomenar Josep Baqué i Duran com a alcalde.

#### El franquisme
A Seva, les forces nacionals van entrar el dia 2 de febrer. Just després que Seva quedés sota el domini dels nacionals es va instaurar un nou ordre de dretes sobre el poble. El dia 25 de juliol de 1939, es va decidir aixecar un monument a Seva titulat «A los caídos por Dios y por España» en senyal de record i valentia a tots aquells nacionals caiguts durant la guerra civil i també, com a mostra de patriotisme.
Pels mesos de febrer i març de 1939 a Seva ja es van començar a fixar uns preus oficials sobre diversos productes seguint les tarifes oficials que altres pobles també van aplicar. Tot i així, entre la gent del poble hi havia vendes entre particulars a diferents preus. Entre aquesta època dificultosa, també es van poder aplicar grans canvis en el sistema educatiu, ja que es va poder instal·lar una escola de nenes al local de les Germanes.

## Política
Des de les primeres eleccions després del franquisme del 1979 fins al 2007 l'ajuntament ha estat governat per la mateixa persona, Josep Palmarola Nogué. Fins al 1994 va governar amb Esquerra Republicana de Catalunya, però a les eleccions del 1995 es va presentar amb Convergència i Unió. El 2011 va pujar a alcalde Eric Vila, va resultar que aquesta vegada va ser un tripartit, amb tres regidors d'Unió Municipal, un regidor de la CUP i dos regidors del PSC. En les següents eleccions va obtenir el major nombre de votants Xavier Rierola, actual alcalde de Seva amb Esquerra Republicana per Catalunya. Aquest té cinc regidors, els quals són:
1. Xavier Rierola i Rovira: regidor d'Urbanisme, Obres, Serveis i Seguretat
2. Anna Soler i Costa: regidora de Governació, Hisenda, Promoció econòmica, Tecnologies i Energia 
3. Jordi Tubau: regidor d'Esports, Joventut i Comunicació 
4. Maria Anna Pineda i Mir: regidora de Món Rural, Medi Ambient i Educació 
5. Rosana Franques i Santanach: regidora de Benestar social i Cultura

## Demografia

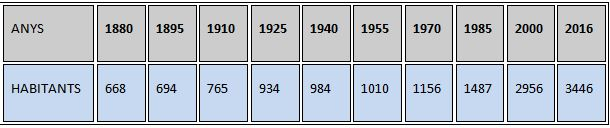
Demografia dels ùltims anys de Seva

No és fins al segle xiv que sorgeixen les primeres estadístiques demogràfiques del poble de Seva. Aquestes presenten els actuals termes de El Brull i Seva com un únic terme. Aquestes estadístiques, també es poden anomenar fogatges, perquè també es comptaven les famílies per els focs de cada casa.
Aquest mateix segle va coincidir amb l'etapa de despoblament, la qual va començar a mitjan segle xiv. Al principi d'aquesta etapa de despoblament el cens de la població del terme era d'uns 117 focs, és a dir que el poble tenia aproximadament aquest nombre de famílies. El nombre del cens disminuïa cada any durant aquesta època de despoblament, i a inicis del segle xv ja era inferior a 110 famílies.
En acabar-se l'etapa de despoblament i a causa de les grans èpoques de pestes, provocades per les males condicions de vida, en la qual molta població va emigrar cap a territoris amb millors condicions de vida, el cens del terme va tornar a baixar, encara més, fins al número de 53 famílies. Després d'aquesta greu època de despoblament i de les grans pestes, que van 
comportar condicions precàries de vida, la població de Seva i el Brull va començar a augmentar de manera lenta.
La darrera estadística que trobem dels municipis del Brull i Seva conjunts és el 1717. En aquesta estadística s'hi veu un cens total de 125 famílies repartides per tot el territori, i que sense les quadres a més ens donen un total de 325 habitants. És en aquest mateix any 1717 que es dona el primer cens oficial i totalment fiable de l'Estat espanyol, en el que hi consta que el municipi de Seva tenia 799 habitants de totes les edats.
Al segle xaviii es va produir un gran creixement econòmic que comportà també un creixement demogràfic molt important el qual es va veure aturat un segle després a causa de la Guerra del Francès, que va ser seguida d'una forta pesta i un llarg temps de malestar. Durant l'època de la industrialització, el cens torna a disminuir perquè la població emigra a les ciutats per treballar, ja que la vida als pobles ja no és rendible, tot i això a Seva la població no va disminuir gaire.
Poc després de la industrialització la població torna a augmentar perquè les condicions de vida dels pobles cada vegada són millors. Finalment, a mitjans del segle xix trobem estadístiques de la població que són totalment fiables, i des de llavors fins al 1936 el cens de la població es va mantenir invariable.

## Economia
Durant segles, Seva no ha tingut gaire activitat industrial i comercial. El sector primari està 
molt diversificat, i amb un sector comercial i de serveis en creixement. Una de les millors mostres d'aquesta economia és la Festa del Bolet. És una fira tradicional que cada any atrau a més de 12.000 persones tot i que només porta vint anys celebrant-se. Cada any ha anat creixent i cada vegada hi ha hagut més parades i més activitats per persones de totes les edats, des dels mes petits fins als més grans.
Seva és un poble que no és característic per ser molt gran, tot el contrari, és un poble petit on 
moltes cases són la segona residència de moltes famílies, però tot i això l'Ajuntament busca fer algunes activitats per afavorir l'economia del poble. Fa tres anys que durant l'època de Nadal 
es donen uns rasques a les botigues del poble on pots aconseguir entre 5, 10 i 20 euros per gastar te en qualsevol establiment del poble. És una activitat econòmica que ha agradat molt a la gent del poble i que molt probablement es segueixi fent durant molts anys.

## Transports
El servei d'autobusos de Seva és gestionat majoritàriament per l'empresa Sagalés. Aquesta empresa inclou operacions a catorze comarques de Catalunya i compten amb més de 250 línies regulars, urbanes, interurbanes, nocturnes i exprés.
També el municipi de Seva compta amb una xarxa de tren que comunica Sant Miquel de Balenyà, Tona i Seva amb la resta de Catalunya. L'estació es troba dins la línia de Barcelona – Ripoll per on circulen trens de la línia R3 de Rodalies Catalunya operat per Renfe Operadora. Aquesta estació de l'antiga línia de Barcelona a Sant Joan de les Abadesses va entrar en funcionament a l'any 1875.
El poble de Seva es troba ben comunicat gràcies a la carretera comarcal BV-5303 (1860) que la vincula amb Sant Miquel de Balenyà, a través d'ell ens comunica amb Tona i la C-17, ara una autovia, també té una derivació a Vic i Taradell a través de la BV-5305. De Seva a Viladrau hi ha 
la GI-520 que adopta a partir del límit provincial de Girona, i la mateixa carretera enllaça dins 
del mateix nucli de Seva amb la BV-5301, la qual a través del Brull i de Palautordera comunica 
amb la C-251 de Granollers a Girona. Per tant, el poble es troba ben comunicat amb la resta de 
la comarca d'Osona i amb Barcelona a la vegada.
La mateixa carretera de Seva que porta fins a Tona, també comunica amb l'estació de Balenyà Tona-Seva i Taradell i que ara es troba dins el municipi de Seva. El 8 de juliol del 1875 es va inaugurar el servei del ferrocarril, inicialment de Barcelona a Sant Joan de les Abadesses, i això va fer que a partir del 1877 es fessin noves millores a la carretera i que aquesta passés a ser una carretera provincial. Al 1875 es va decidir continuar la carretera fins a Viladrau, però les obres van començar al 1897.
La carretera de Seva al Brull es va esplanar entre els anys 1950 i 1952, i es va enquitranar a partir del 1960.

## Gentilici
Al poble de Seva és d’ús habitual el gentilici sevadà/sevadana, molt més que el sevenc/sevenca. Però quina de les dues formes és la correcta? Mirem primer què hi diu la bibliografia:
1. Segons la Guia de topònims i gentilicis publicada el 2018 pel Departament d’Assessorament Lingüístic del Parlament de Catalunya, el gentilici de Seva és sevenc/sevenca (pàg. 31).
2. Segons el Diccionari de la Gran Enciclopèdia Catalana el gentilici de Seva és sevenc/sevenca.
3. Segons el Lèxic obert flexionat de català (LOFC), el gentilici de Seva és sevenc/sevenca.
4. Segons És a dir, el portal lingüístic de la Corporació Catalana de Mitjans Audiovisuals, el gentilici de Seva és sevenc/sevenca.
5. Segons Optimot: En català hi ha diversos sufixos que s'utilitzen per a la formació de gentilicis. Els que tenen un ús més freqüent són els següents: -à/-ana (català/ana); -enc/-a (sevenc/a); -er/-a (felanitxer/a); -ès/-esa (pallarès/a); -í/-ina (gironí/ina).

L’única referència al mot sevadà que hom pot trobar a les xarxes, és la informació històrica del municipi de Seva que podem consultar a la Gran enciclopèdia catalana (GEC), on diu que fins al segle xiv el poble de Seva i el del Brull formaven una unitat administrativa, i consta que al segle X aquest territori format pel que ara són dos municipis diferents era anomenat amb el nom de Territori Sevedà.
Per tant, i tenint en compte tota aquesta informació, hom podria entendre que la forma correcta és la de sevenc/sevenca, i en cap cas la forma sevadà/sevadana. També es podria arribar a deduir que l’ús del gentilici sevadà/sevadana prové d’un calc del castellà (com de Lérida, leridano/leridana).

Tot i així, l’ús del gentilici sevadà/sevadana està molt estès entre la gent del municipi, així que a continuació podem llegir la resposta que Optimot va emetre el dia 16 d’abril de 2020 a la pregunta de quin gentilici de Seva és el correcte, si sevenc/sevenca o sevadà/sevadana: 
Com succeeix en altres poblacions catalanes, a vegades no hi ha un únic gentilici, sinó que se n'ha format més d'un, sovint en moments històrics diferents. En el cas de Seva, hi ha el gentilici d'ús general, sevenc, format amb el sufix -enc, i el gentilici sevadà, que no recullen les principals obres de consulta, però que té un ús significatiu a la població i a la comarca, i que és igualment genuí i adequat.
Mentre que sevenc està format de manera regular des del punt de vista lingüístic i ha de correspondre a una solució més moderna, sevadà és una forma històrica que prové del llatí sevedano, és a dir, que seria una solució de caràcter culte de formació llatina i no una forma generada a partir de la derivació ja en català.
L'Optimot és un servei de resolució de consultes que ofereix la Direcció General de Política Lingüística conjuntament amb l'Institut d'Estudis Catalans i el Centre de Terminologia TERMCAT. Per les característiques de la vostra consulta, en la resolució de la resposta hi ha intervingut l'Institut d'Estudis Catalans, que té, entre altres funcions, la d'acadèmia de la llengua catalana, i n'estableix la normativa per mitjà de la seva Secció Filològica.

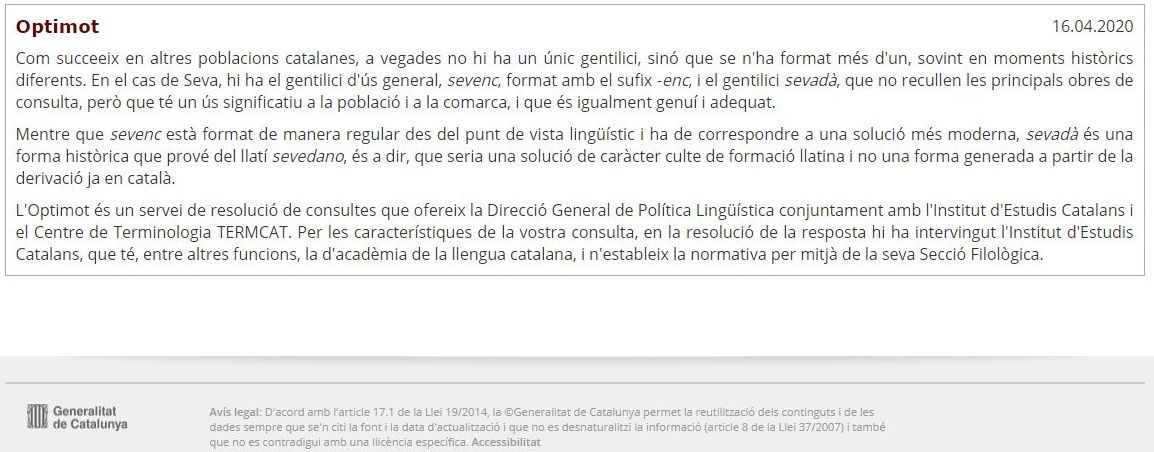
Resposta Optimot 16-04-2020

## Equipaments i serveis públics

### Consultori mèdic
El consultori mèdic està a disposició de la metgessa, la infermera, la pediatra i altres professionals sanitaris per satisfer les consultes dels usuaris. Aquest consultori consta de consultoris pels diferents metges i infermeres, a part de la recepció, la sala d'espera i els lavabos. En cas d'una urgència es pot posar en contacte amb el CAP de Tona.

### Escola Farigola
L'Escola Farigola és una escola pública d'una sola planta amb una sortida directe a la zona del 
pati. El pati conta d'equipaments per a jocs i activitats esportives a més d'una pista poliesportiva. L'escola també disposa d'unes aules al Centre Cívic pels alumnes de cicle 
superior a causa de la falta d'espai. Aquesta escola ofereix les etapes educatives següents: 
· Segon cicle d'educació infantil · Educació primària 
El centre compta amb la gestió dels òrgans següents: 
· Equip directiu · Claustre de mestres · Consell escolar · Junta de l'AMPA 
La plantilla de l'escola està integrada per: 
· Mestres tutors/es · Mestres especialistes en diferents àrees · Psicopedagoga de suport de l'EAP

### Llar d'infants el Bressol
La llar d'infant té l'objectiu ensenyar als infants l'autonomia necessària per la seva felicitat. Ho fan amb el respecte individual de cada infant. L'escola Bressol té la característica d'explorar l'entorn gràcies a l'indret on està ubicada. Des del pati fins a l'exterior de la llar d'infants hi ha vistes al mercat setmanal, a les fonts i als boscos del municipi.

### Oficina d'atenció ciutadana
L'oficina d'Atenció Ciutadana té els objectius de: 
· Proximitat en facilitar el màxim accés de tots els ciutadans a tota la informació i tràmits de l'Ajuntament i evitar el màxim la discriminació 
· Donar una acollida amigable i una visió global de l'Administració amb relació a la recerca de la informació demanada pels ciutadans.
· Productivitat en resoldre les demandes plantejades amb la major eficàcia possible i evitar desplaçaments posteriors.

### Punt Jove el Refugi
El Punt Jove és un servei públic i gratuït que ofereix uns espais de trobada i d'oci als joves amb una informació personalitzada i un assessorament anònim. També ofereix diverses actuacions d'interès juvenil com ara concursos, sortides, xerrades.

## Personalitats destacades

### Àlex Crivillé

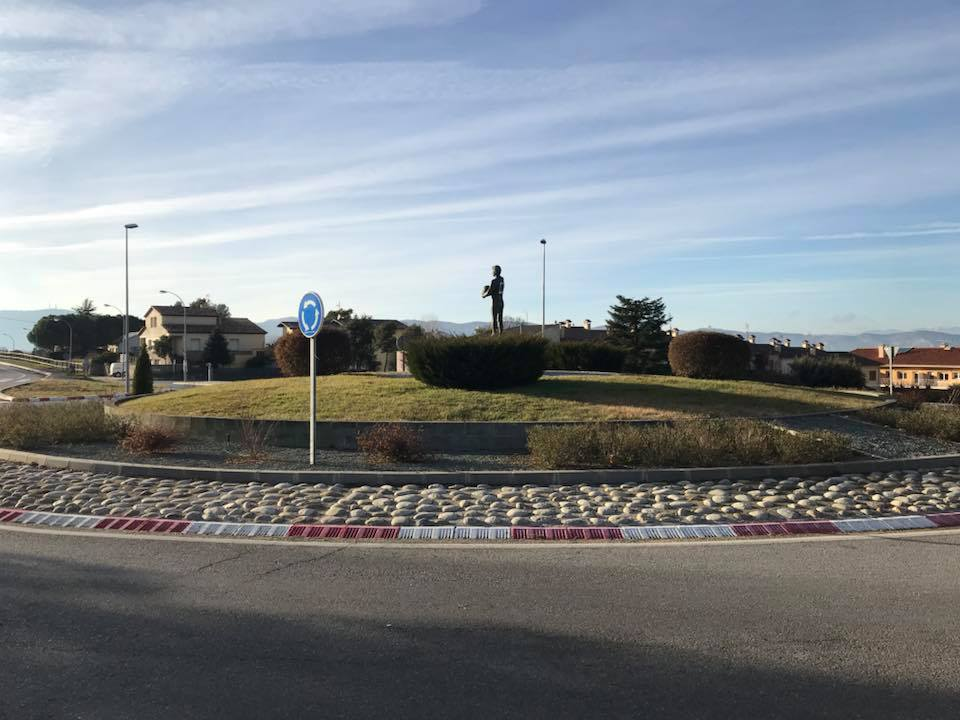
Rotonda de l'entrada de Seva amb una estàtua d'Àlex Crivillé

Seva ha estat els darrers anys objecte de coneixença a tot el país i fora de les nostres fronteres, i sobretot ho ha estat el motorista Àlex Crivillé, campió mundial ens les categories de 125 cc el 1989 i en la categoria reina de 500 cc el 1999. Abans havia d'haver obtingut diferents premis com a subcampió mundial al 1988 en 80 cc i altres premis en diferents categories en les que va competir.
L'Àlex va néixer a Seva el 4 de març de 1970, fill de Josep Crivillé i d'Isabel Tapias. Va ser el petit de cinc germans, tres d'ells barons i tots aficionats a les motos. El 1986 es va proclamar campió d'Espanya dels 75 cc en el Critèrium Solo Moto Honda. Aquest fet el va poder impulsar a debutar al 1987 a competicions internacionals. La seva meteòrica carrera ascendent va culminar l'any 1989 quan va assolir el primer campionat del món de 125 cc J. J. Cobas. En aquells moments Àlex era el campió més jove de la història del motociclisme i el seu triomf va ser celebrat a Seva.
Des de aleshores Àlex ha rebut diferents premis com a gran esportista.

### Pep Bassas i Pili Mas
Josep Bassas i Vilasis conegut com a Pep Bassas va néixer al 1961 a Seva, va ser un pilot català de ral·lis, juntament amb la seva dona Pili Mas. Al 1978 va debutar en competició, però no va 
ser fins al 1980 que va esdevenir pilot oficial del RACC. El seu primer campionat va ser al 1985. Amb 26 anys va guanyar el seu primer campionat d'Espanya, fet que li va obrir les portes a l'escuderia BMW, amb la qual va mantenir una relació professional. Al 1990 va aconseguir el podi en tres ocasions en participar en diverses campionats d'Espanya de turismes.
En Josep va morir a l'Hospital Clínic de Barcelona on ja estava ingressat fa dies als 47 anys el 28 de juny de 2008 a causa d'una malaltia prolongada.
La Pili va ser durant quatre temporades consecutives la copilot del seu marit, Josep Bassas, amb qui va aconseguir el subcampionat del Volant RACC 1983, el títol de Catalunya de ral·lis al 1984 i el nacional del grup N al 1985.
Ella va morir el 4 de juliol del 2013, a l'edat dels 49 anys, a causa d'un càncer que patia des de feia més de cinc anys.

## Llocs o edificis d'interès turístic

### Mas Sorts i la Font del Sorts
L'origen d'aquest mas es remunta cap al segle xiii i els tres segles després es va ampliar. És un 
mas que té torres octogonals, neoromàniques, de poca alçada que protegeixen la façana de la part de ponent construïdes el 1878.
Aquest mas conté la famosa Font Del Sorts, que des de sempre ha estat una font on tota la 
gent del poble ha anat a buscar aigua. Actualment té dues canelles, un escut de la família Casanova – Sorts i un escrit que diu “Reedificada en lo any 1755”. Una gran bassa construïda l'any 1891 recull l'aigua sobrant d'aquesta font que serveix pel regadiu del jardí del mas.

### Església romànica de Santa Maria de Seva

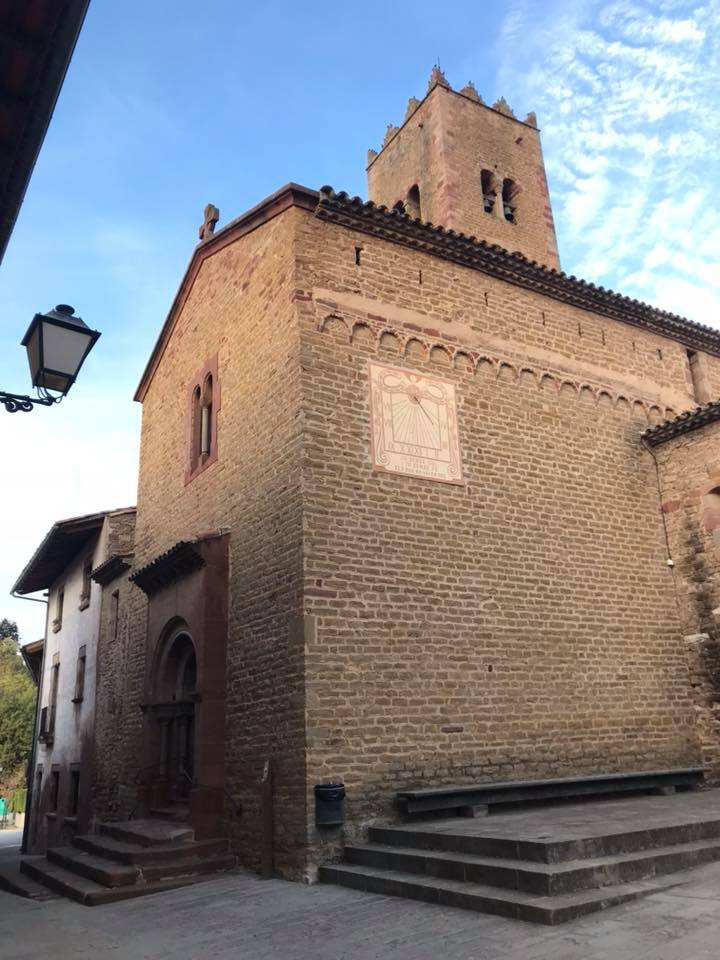
Església de Santa Maria de Seva

L'església de Santa Maria de Seva es conserva des de la construcció al segle xii. Aquesta conté un campanar que tot i la mutilació de final del segle xviii segueix en peu. Per la part exterior de l'església, manté la façana i l'inici del presbiteri de l'època romànica, per tant uns 18 metres de nau.
L'interior de l'església és totalment renovada i es van fer capelles laterals per altars secundaris.
El campanar és l'element més important i emblemàtic de l'església. S'ha conservat de l'any 1786. Té una base quadrada de 6m i una alçada de 16,5 m dividit en sis pisos. Aquest campanar es fa característic pel seu caràcter llis i sense cap decoració externa i els arcs que caracteritzen el romànic llombard.

### Creu del Carlí
La creu del Carlí es troba a uns vint minuts del cementiri de Seva, on s'ha d'agafar un camí forestal que passa per Can Roca fins a la cruïlla del Pla de Terrades. A creu queda a la dreta del camí que segueix.
Aquest monument és un record en memòria del soldat carlí Fernando Lanzuela, que va morir el 23 d'agost de 1873. La creu a sobre d'un munt de pedres i aquesta és de ferro i hi ha escrit el 
nom del soldat. No se sap amb certesa si aquest va ser lloc exacte on es va morir i si va ser col·locada en aquell temps.

### Capella de Sant Antoni de Pàdua
La capella de Santa Antoni de Pàdua es troba dins del municipi de Seva a la ronda de Josep Pla. És una esglesiola d'estructura eclèctica on el seu campanaret blanc d'estructura poligonal és el que hi destaca més.
La primera missa que es va celebrar va ser l'any 1930 i el 1994 la família Parés la van cedir a l'Ajuntament.

### Capella de Sant Joan de Figueroles
Aquesta capella es troba a pocs metres del mas de Figarolas. Va ser edificada per rector de Seva, el senyor Joan Figarolas, i per aquest motiu està dedicada al seu patró.
La capella es va construir entre els anys 1570 i el 1586 tot i que en el seu interior i a un escrit de l'any 1611.

## Festes i altres esdeveniments d'interès

### Festa major
La festa major de Seva s'escau a mitjans d'agost, concretament durant la setmana del 15, ja que és el dia que se celebra la festivitat de la patrona del poble, Santa Maria. Durant tota aquesta setmana es fan diverses activitats, sobretot dirigides a la població de Seva, tot i que també s'hi acull molta gent d'altres pobles. Hi ha activitats per a totes les edats i són organitzades per una comissió formada pels joves del poble.
Fa aproximadament uns cent anys, durant les dates de festa major, Seva només tenia el costum la commemoració d'una missa solemne el mateix dia 15 d'agost en honor de la patrona del poble. Hi solien assistir tots els habitants, ja que la tradició marcava que aquell dia era el més important de l'any pel poble i era necessària una celebració.
L'única activitat que es feia en aquesta festa major, era un dinar popular que es duia a terme el dia 16 d'agost. S'anomenava la Tornaboda, i consistia en un dinar festiu en el qual cada família preparava algun plat per compartir-lo amb les altres famílies.
A partir dels anys quaranta, es van començar a incorporar activitats molt pensades per al poble. Sense deixar enrere la part tradicional, es continuava celebrant la missa solemne en honor de la patrona el dia 15 d'agost i la Tornaboda l'endemà. Tot i aquestes dues activitats, el mateix dia de la missa al vespre se celebrava un gran ball d'envelat a la Plaça de la Creu. Era de costum que cada família llogués una llotja per gaudir dels concerts que s'oferien. Alguns d'aquests balls van ser amb grups de molt renom per l'època.
Actualment, la festa major és plena d'activitats i actes per a totes les edats, sense deixar de banda la tradició de la missa solemne el dia 15 d'agost. Dura gairebé una setmana i el que busca la comissió és que la població de Seva visqui i gaudeixi a fons la festa del seu poble. Tot i que Seva és un poble petit, la seva festa major gaudeix de molt reconeixement a la comarca perquè l'organització és molt bona i les activitats sempre surten tal com s'havien previst.
La Comissió de la Festa Major de Seva va sorgir l'any 2006, i des de llavors ha anat creixent cada any més. Actualment té vint membres, però cada any n'entren de nous i en marxen alguns.

### Caramelles
Les caramelles són un conjunt de cançons populars que es canten per Pasqua per a celebrar la resurrecció de Jesús. Són típiques de la Catalunya Vella i del nord de la Catalunya Nova. Les caramelles a vegades van acompanyades de danses populars.
Seva és un poble molt tradicional quant a tradicions catalanes i no ha perdut aquest antic costum. Es van recuperar durant la segona república espanyola, després que la tradició s'hagués perdut des de feia molts anys. La tradició de cantar caramelles a Seva hi ha estat durant més de 50 anys. Cada any, el diumenge i el dilluns de Pasqua se celebren, i tot el poble ja ho coneix com una diada en què s'ha de sortir a rebre-les. A més, el grup de caramellaires no ofereix només cançons populars sinó també danses populars que van acompanyades de músiques.
Hi sol participar gent de totes les edats, des de nens de 3 a 4 anys fins a homes i dones de 50 a 60 anys. Tots els caramellaires s'organitzen segons l'edat, i es fan grups d'unes quinze 
persones que ballaran el mateix ball. Els grups solen ser: 
- De 3 a 6 anys.
- De 7 a 9 anys.
- De 10 a 12 anys.
- De 13 i 14 anys.
- De 15 a 17 anys.
- De 18 a 25 anys.
- De 26 a 50 - 60 anys.

Aquesta tradició es manté tan viva en un poble com Seva perquè comprèn un públic d'una edat tan diversa. Algunes famílies senceres hi participen i, per tant, la tradició no es perd sinó que 
passa de generació en generació. El fet que fa molt característiques les caramelles de Seva són els balls i les robes que es porten per a fer-los. Les noies solen anar amb faldilles i una samarreta blanca i els nois amb pantalons de vellut, armilla i faixa. Tant els nois com les noies porten com a sabates les set vetes. Aquestes robes són fetes expressament per modistes.

### La Festa del Bolet

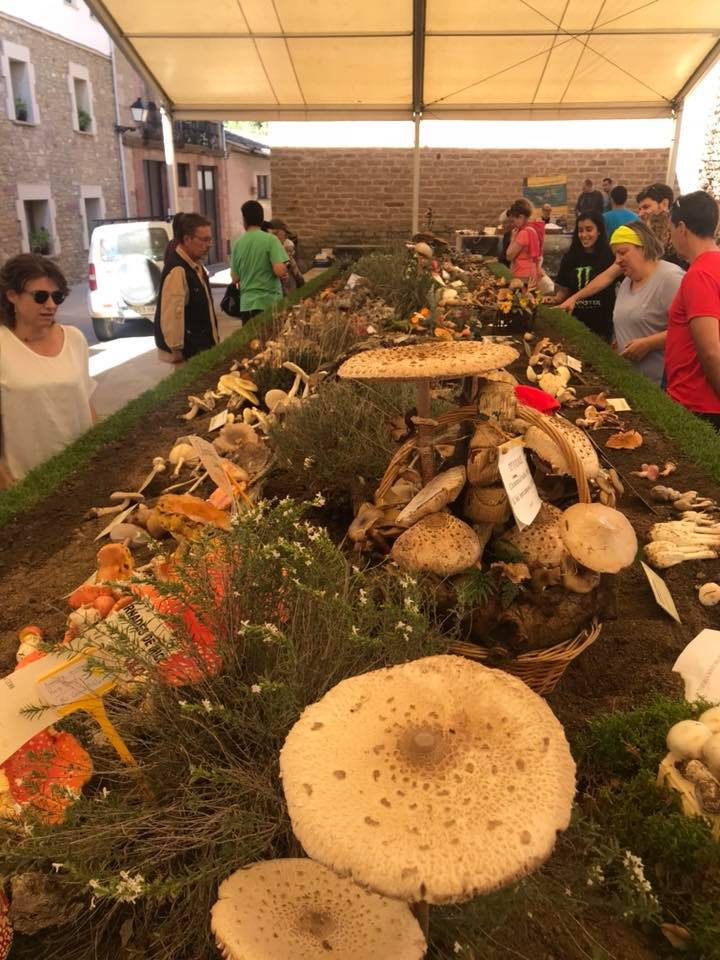
Festa del Bolet de Seva

La Festa del Bolet de Seva es va celebrar per primera vegada l'any 1997, que des del seu inici ha tingut una gran influència, cada any s'han anat incorporant nous clients i diferents activitats pels assistents.
A la fira hi ha al voltant de cinquanta parades de productes de Seva i artesanals del poble, també en aquestes es dona diferent informació del poble perquè a part dels productes, els clients puguin rebre més informació de les activitats que es porten a terme al poble. En 
aquesta fira es fa una degustació de bolets, on aproximadament es reparteixen unes 2.000 racions, i a part de menjar es pot anar a visitar diferents exposicions, conferències i participar en concursos.
Aquest any ha estat la vintena edició de la Festa del Bolet i aquesta es presenta amb algunes novetats destacades i activitats amb més recorregut com una exposició i un concurs de bolets o sortides guiades pels boscos de Seva. Va ser tot un èxit, ja que va acollir més de 14.000 persones.